# Gymnasium Ochsenhausen
Das Gymnasium Ochsenhausen ist das staatliche Gymnasium der Stadt Ochsenhausen und des Umlandes im Landkreis Biberach in Oberschwaben.

## Geschichte
In den Urkunden der Reichsabtei Ochsenhausen ist die Begründung eines „Klostergymnasiums“ im Jahre 1613 nachweisbar. Bekannte Lehrer an dieser Schule waren unter anderem Basilius Perger oder Dominicus Beck. Im Jahre 1803 wurde das Gymnasium zusammen mit dem Kloster aufgelöst. Über einhundert Jahre später, 1914 wurde eine „Private Latein- und Realschule Ochsenhausen“ in Ochsenhausen gegründet. Schulleiter war damals der Benedikt Schöllhorn. 1914 hatte die Schule zehn Schüler.
1937 wurde die Lateinschule in eine staatliche Oberschule für Jungen umgewandelt. Die Unterrichtsverwaltung unter dem württembergischen Kultusministers und SA-Obergruppenführer Christian Mergenthaler enthob zeitgleich Benedikt Schöllhorn seines Amtes. Zum neuen Schulleiter wurde Studienassessor Arnold Köhler ernannt, der 1941 im Unternehmen Barbarossa fiel. 1942 übernimmt Kreszentia Neidlinger kommissarisch die Schulleitung. 1945 wurde Max Schweizer, inzwischen zum Studienrat befördert und, schwerverwundet aus dem Krieg zurückgekehrt, Schulleiter. 1949 hatte die Schule 39 Schüler.
1953 wurde die Oberschule in Progymnasium umbenannt. Die Schule gehört zum mathematisch-naturwissenschaftlichen Typ mit der Sprachenfolge Englisch, Französisch. 1978 wurde das Progymnasium zur Vollanstalt ausgebaut. 1981 wurde der erste Abiturientenjahrgang, bestehend aus 15 Schülerinnen und Schülern verabschiedet. 1987 erhielt Ochsenhausen seinen Musikzug. 1989 feierte das Gymnasium Ochsenhausen sein 75-jähriges Jubiläum. 1998 übergab Gerhard von Boyen nach 25 Jahren das Amt des Schulleiters an Karl Hack. 2004 wird aufgrund des steigenden Interesses an Latein diese alte Sprache als Alternative zu Französisch ab der Jahrgangsstufe 6 angeboten.
Nach 13 Jahren als Schulleiter verabschiedete sich Karl Hack 2011 vom Gymnasium. Zu seiner Nachfolgerin wurde Elke Ray bestimmt.
Am 1. Juli 2011 fand ein Kooperationskonzert der Bigband des Gymnasiums mit der SWR Big Band in der Kapfhalle in Ochsenhausen statt.

### Fürstenbau
Am 25. April 2010 entschied eine Mehrheit der Bürger der Stadt Ochsenhausen in einem Bürgerbegehren, dass das Gymnasium Ochsenhausen Räume im Fürstenbau der ehemaligen Reichsabtei Ochsenhausen erhält und der Sitz der neuen Werkrealschule im Ortsteil Reinstetten sein wird. Damit wurde der ursprüngliche Beschluss des Gemeinderates bestätigt.

### Ausbildungsausrichtung

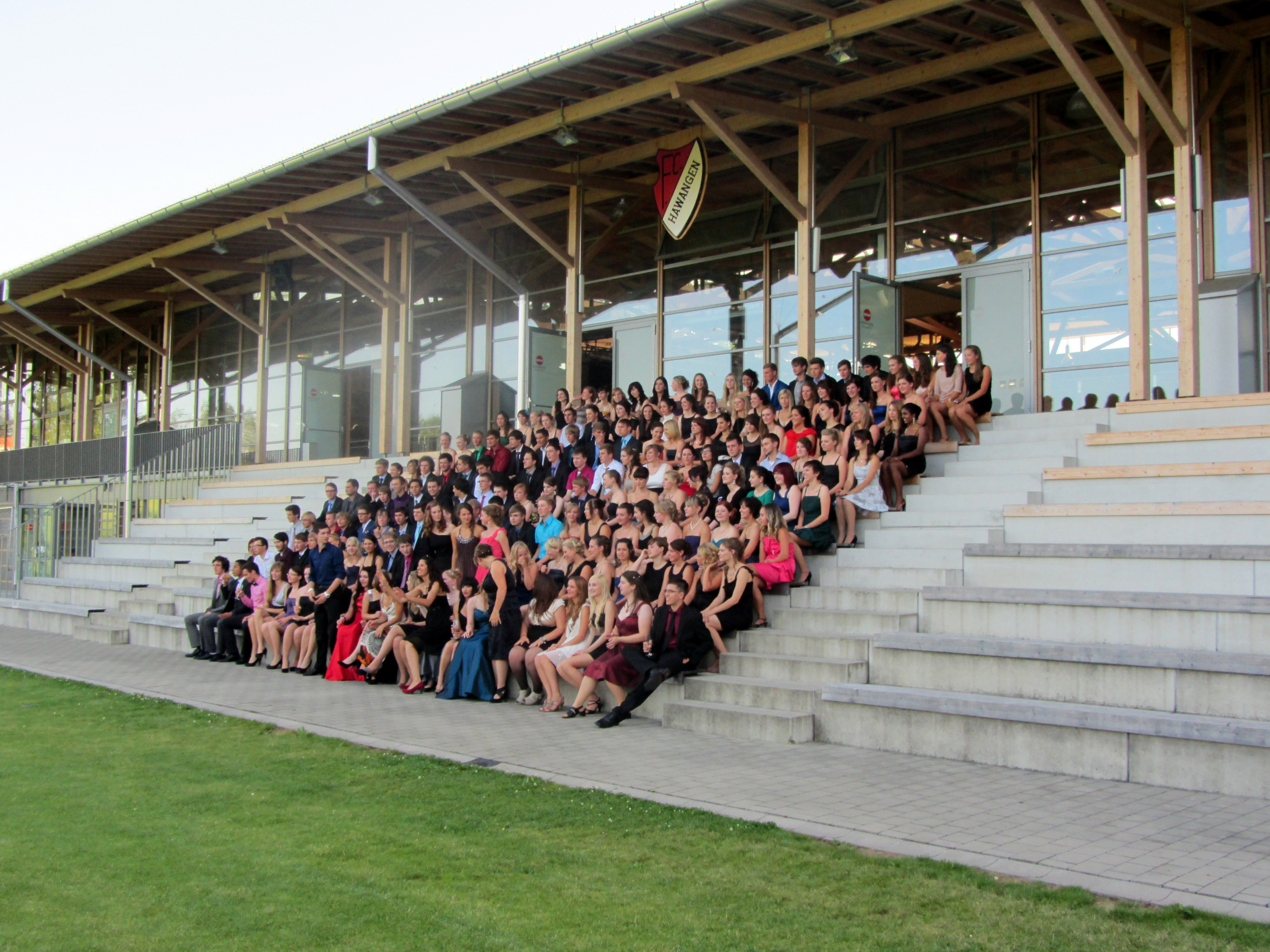
Abiball 2012 (G8 und G9)

Das Gymnasium bietet drei Ausrichtungen mit acht Sprachrichtungen im Rahmen eines achtjährigen Gymnasiums an.
1. Naturwissenschaftlich-Technische Richtung (ab Klasse 8)
2. Sprachliche Richtung (ab Klasse 8)
3. Musikalische Richtung (ab Klasse 8)

### Partnerschulen
- Wurzen, Sachsen
- Collège Henri Vincenot Louhans, Burgund
- Medford (Oregon), Oregon

### Bekannte ehemalige Schüler
- Holger Badstuber, Fußballspieler
- Dominicus Beck, Mathematiker
- Konstantin Gropper, Musiker
- Johannes Heinrichs, Schauspieler

### Bekannte Lehrer
- Basilius Perger
- Franz Raml, Leiter Hassler-Consort
- Friedrich Wiest